# Thinophilus armiger
Thinophilus armiger är en tvåvingeart som beskrevs av Van Duzee 1926. Thinophilus armiger ingår i släktet Thinophilus och familjen styltflugor. Inga underarter finns listade i Catalogue of Life.